# 釋慧文中學
釋慧文中學（英語：Shi Hui Wen Secondary School）是香港一所已停辦的中學，位於屯門良才里2號，鄰近大興邨。此校由香港佛教僧伽聯合會開辦，於1973年創立，2017年停辦。

## 歷史
此校前身為荃灣佛教中學（當時為佛教英文中學的分校），創於1973年，原校舍位於荃灣西約弘法精舍。
由於原來校舍空間不足，此校於1987年獲批一所位於屯門的擬建校舍作遷置。兩年後，此校逐步遷至現址，並以南北朝佛教禪宗人物釋慧文重新命名為釋慧文中學，並於1991年結束遷校過渡期。期間，舊址位於堅尼地城的鐘聲慈善社胡陳金枝中學，亦曾借用此校課室開辦屯門區招收的首屆中一，直至該校新校舍於翌年竣工為止。
由於校風不良，孽生童黨犯罪等嚴重罪案，導致收生不足，加上與同一辦學機構的佛教慧遠中學（亦於2012年殺校）合併失敗，宣佈於2012/2013學年起不再招生，其後於2017年8月結束辦學；在停辦前，校內剩餘空間曾一度借予嶺南大學持續進修學院開辦毅進文憑課程。此外，學校門外亦有以學校命名的巴士站。
於結校同年，教育局將此校校舍分配予保良局莊啟程第二小學遷校，並於2019年9月啟用。

## 歷任行政人員

### 校監
- 釋寶燈 法師（？-1997年；任內逝世）
- 釋暢懷 法師（1997年-2002年；2019年逝世）[6]
- 釋悲曜 法師（2002年-2005年）[7]
- 釋法亮 法師（2005年-2011年）[8]
- 釋常行 法師（2011年-2017年，末任校監）[9]

### 校長
- 余迺永 先生（1973年-1974年，創校校長）[10]
- 古茂建 先生[11][註 1]（1974年-1975年，第二任，任內因收生暴跌而被解僱）
- 米至仁 先生（1975年[10]-1992年，第三任，2015年逝世）
- 馮應權 先生（1992年-？，第四任，後轉職至香港航海學校）[12]
- 何志誠 先生[13]（？-1998年，第五任）
- 蔡榮甜 先生（1998年[14]-2017年，末任校長）

## 校舍
此校為一所半連環型校舍，佔地約6,100平方米，設有27間課室及各種特別室。
校舍與元朗公立中學校友會小學及伯特利中學綑綁於同一合約，由有利建築有限公司承建，1989年竣工遷入。

## 事件
- 2012年7-8月，香港佛教僧伽聯合會於此校舉辦「短期出家」修行活動期間，被指發出噪音滋擾民居。及後，該會向受影響大興邨居民表示致歉[16]。
- 2012年8月，當時仍在此校就讀的網絡紅人劉馬車（本名劉駿軒）疑因求愛不遂，於其YouTube頻道上載影片，並於片中聲稱要殺害他校全部師生，被警方以「刑事恐嚇罪」拘捕[17]。
- 2017年2月22日，一名70歲患精神病老翁闖入此校，並跳樓自殺身亡。事後，警方於現場尋獲遺書[18]。

## 著名/傑出校友
- 吳嘉儀：香港無綫電視女藝人
- 温家琪：香港桌球手（奪得2016英國舉行的世界女子士碌架錦標賽雙打冠軍）
- 陳麗兒：康宏金融集團執行董事[註 2]
- 劉駿軒（中三肄業）：備受爭議的網絡紅人，曾於中港兩地干犯多宗性侵及毆鬥罪行[17]